# Calliandra spinosa
Calliandra spinosa es una especie americana perteneciente a la subfamilia de las Mimosóideas dentro de las leguminosas (Fabaceae).

## Distribución
Es originaria de Brasil, donde se encuentra en la Caatinga. distribuida por Piauí, Ceará, Pernambuco y Bahia.

## Taxonomía
Calliandra purpurea fue descrita por Adolpho Ducke y publicado en Anais da Academia Brasileira de Ciências 31(2): 289–290. 1959.
Etimología
Calliandra: nombre genérico derivado del griego kalli = "hermoso" y andros = "masculino", refiriéndose a sus estambres bellamente coloreados.
spinosa: epíteto latino que significa  "con espinas".
Sinonimia
- Calliandra suberifera Rizzini	 basónimo[3]